# Hague-Dick
Le Hague-Dick, Hague-Dike ou Haguedic est un retranchement remontant au moins au IXe siècle av. J.-C., c'est-à-dire de l'âge du bronze récent, réutilisée par les Vikings lors des invasions scandinaves, créant ainsi un camp retranché, qui se dresse dans le nord-Cotentin, dans le département de la Manche, en région Normandie.
L'ouvrage est inscrit aux monuments historiques.

## Localisation
Le Hague-Dick, est une importante levée de terre avec un fossé qui barrait la péninsule de la Hague, d'ouest en est, sur une longueur d'environ six kilomètres, de Herqueville, dans l'anse de Vauville, jusqu'à la rivière la Sabine, à Éculleville, dans le département français de la Manche.

## Toponymie
L'ouvrage défensif est mentionné dans le cartulaire de Vauville sous la forme fossatum de Haguedith (t note c, comme souvent au Moyen Âge, pour Haguedich) en 1232 et on constate encore l'existence d'un tabellionage (« office de notaire ») de Haguedic en 1574. À noter le fossatum, c'est-à-dire « fossé » au sens normand de « talus » ou plutôt de sens ambigu.
Il existe deux termes en vieux norrois pour expliquer la Hague auquel l'élément Hague- de Haguedic se réfère directement, il s'agit de hagi « pâture, prairie, terrain clos, enclos pour le bétail » (cf. islandais et féroien hagi « pâture, prairie », norvégien et suédois hage « jardin, pré clos ») et haka signifiant « menton, cap, promontoire ». Il a également un équivalent en vieil anglais haga « enclos pour le bétail » ( > anglais haw) qui pourrait être l'étymologie de Hague- dans Haguedic. En effet, l'existence du lieu anglais [Alano atte] Haggedik, cité en 1327 peut corroborer cette thèse. On note également de nombreuses occurrences du type toponymique Hague(s), La Hague ou Les Hagues, ainsi que des dérivés Le Haguet, La Haguette, tous centrés sur la Normandie. Le composé Estohague : Le Tohague à Beaumont-Hague (l'Estohague 1456), homonyme d'Étohague (Seine-Maritime, Imbleville, Estohagues 1262), implique plutôt une origine scandinave qu'anglo-saxonne, le composé stóð-hagi (nom commun) est attesté en vieil islandais « ..hefur nú að mestu horfið undir stóðhaga » au sens d'« enclos pour les chevaux » et convient mieux phonétiquement que ses équivalents vieil anglais (noms propres) : Stodday (Lancashire, Stodhae vers 1200) et Stody (Norfolk, Estodeia fin XIe siècle).
Le nom commun hague était encore utilisé autrefois dans différents pays de Normandie, notamment à Jersey, à ce titre il est référencé chez Frédéric Godefroy.  
De même, le second élément -Dick ou -dic représente le vieux norrois dík, díki « fossé, levée de terre » dont est issu l'anglais dialectal dike, dyke « fossé » distinct du terme commun anglais dike, et néerlandais dijk, qui désignent uniquement une levée (cf. français digue). La même racine germanique se retrouve dans le vieil anglais dīċ > anglais ditch « fossé ». 
Hague-Dick signifie « fossé ou et butte de la Hague », il sépare en effet la pointe du reste de la Hague et passe sur la commune de Beaumont-Hague.

## Historique
Une grande partie de l'ouvrage fut rasé sur l'ordre du duc de Joyeuse, Anne de Joyeuse, sous Henri III.
Entre 1951 et 1953, Holger Arbman, Michel de Boüard et Thorkild Ramskou procèdent à six coupes archéologiques.
Les fouilles de 1983 et 1984, initiées à l'occasion de l'élargissement de la D 901, ont également mis au jour l'existence d'habitations le long du Hague-Dick, datées des XIIIe et XIVe siècles. Le sondage archéologique effectué dans la levée a été laissé en l'état.

## Datation
Les charbons de bois extraits lors des premières fouilles ont donné une datation au carbone 14 comprise entre 900 et 800 av. J.-C. De nouveaux prélèvements lors de fouilles en 1983-1984 et en 2004, datés entre 918 et 802 av. J.-C., et entre 1206 et 925 av. J.-C., ainsi que la découverte de silex et de tessons lors des fouilles de 1983 et 1984, confirment que le talus remonte à l'âge du bronze récent.

## Description
Les vestiges se présentent de nos jours comme un épais talus de sept à huit mètres de largeur à la base et de deux mètres de large à son sommet, et une hauteur variant de 80 centimètres à sept mètres, avec fossé. D'une longueur approximative de six kilomètres, sa partie encore bien visible est longue de 2,6 kilomètres.
C'est dans un pré, au nord-ouest de Beaumont au lieu-dit le Petit Parc, dans la propriété du château de Beaumont, et proche de ce dernier, que l'on en trouve la meilleure partie.
Le dispositif était complété d'un fort glacis et de deux plates-formes qui devaient êtres séparées par une palissade. Dans les parties inondables, on remarque des dalles ou ponts couverts, pratiqués pour l'écoulement des eaux du terrain supérieur.

## Protection
À la suite des recherches, les parcelles sur lesquelles se dressent les vestiges ont été inscrites au titre des monuments historiques par arrêté du 10 mai 1988,.

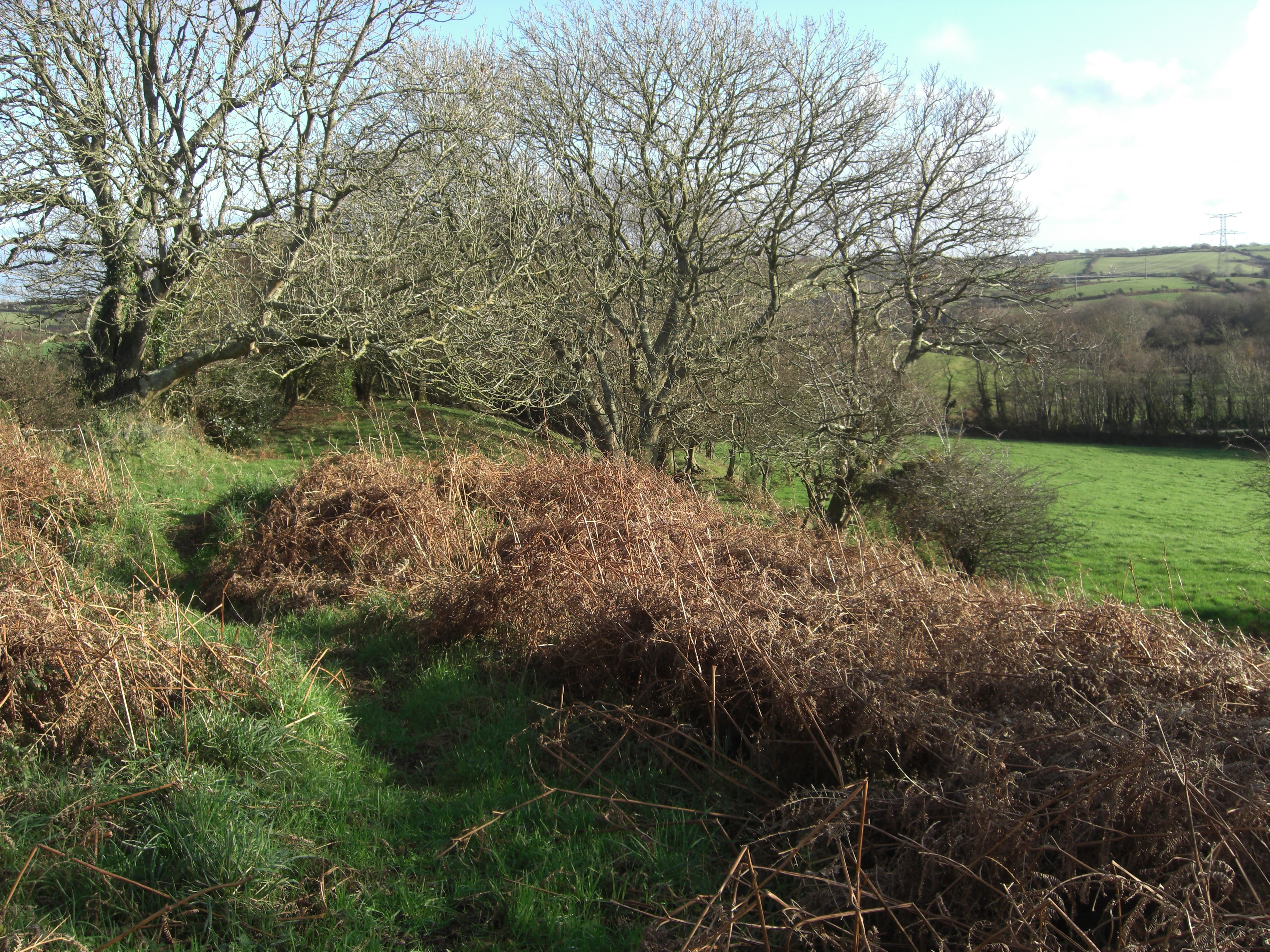
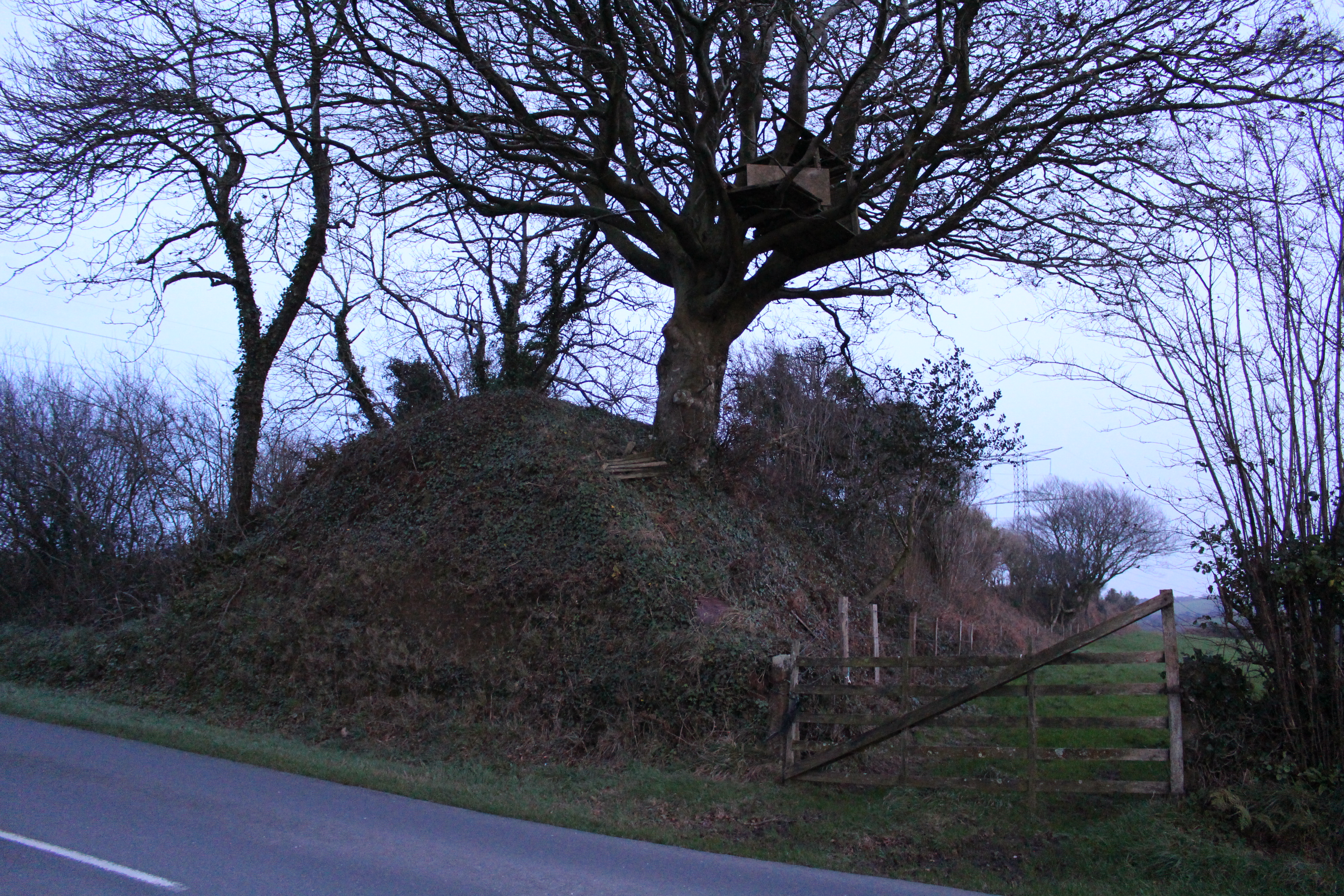